# Misdirection

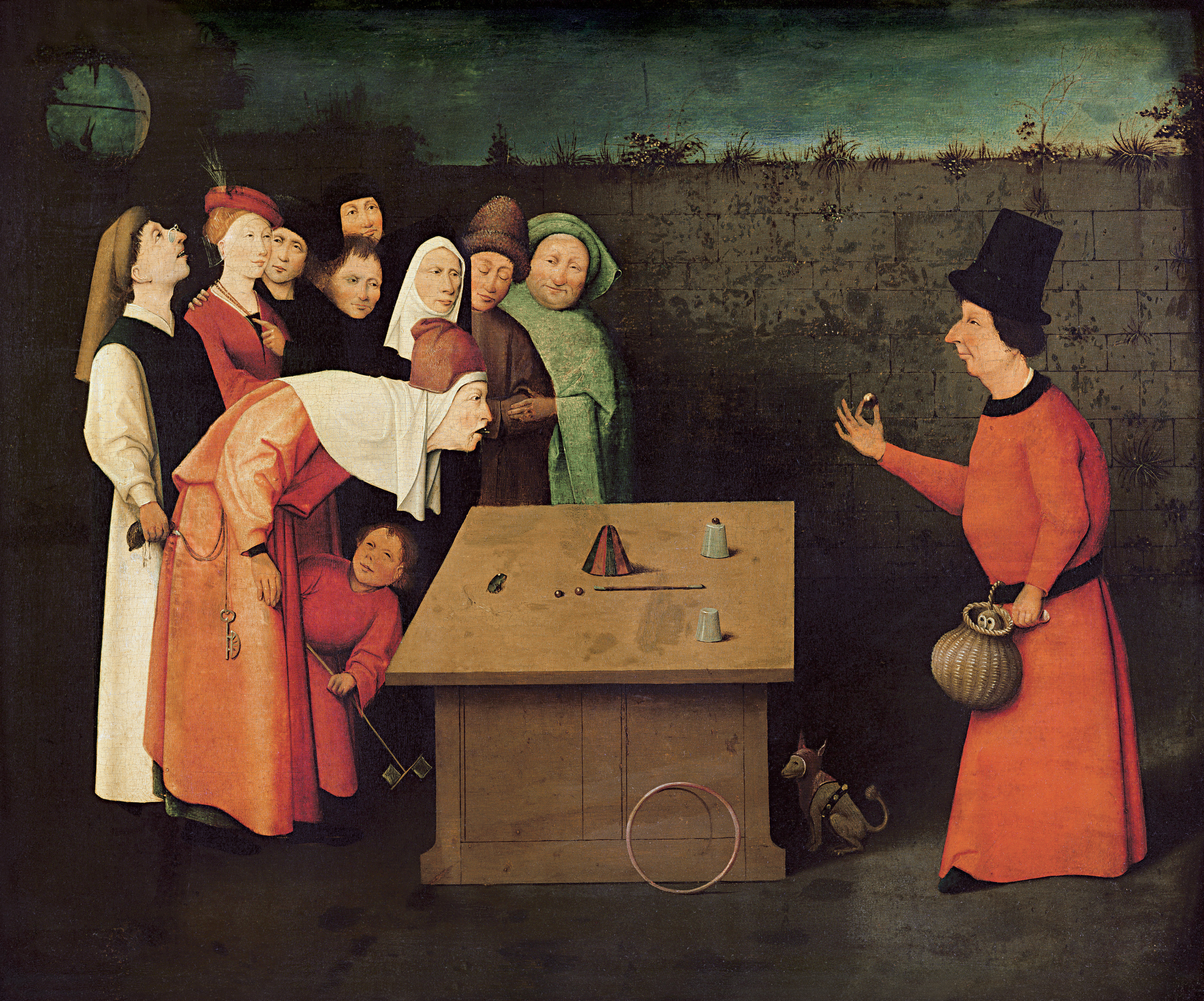
Nel dipinto Il prestigiatore di Bosch, la figura a sinistra ruba un oggetto da un membro del pubblico che sta guardando attentamente l'esecuzione di un trucco magico

Nell'illusionismo, la misdirection (lett. "depistaggio") è una forma di inganno in cui l'esecutore attira l'attenzione del pubblico su una cosa per distrarla da un'altra. Gestire l'attenzione del pubblico è il requisito principale di tutti gli spettacoli di magia. Indipendentemente dal fatto che si esegua un trucco da strada o ci si trovi in una grande produzione teatrale, la misdirection è il segreto centrale. Il termine descrive sia l'effetto (l'attenzione dell'osservatore spostata su un oggetto non importante) sia il gioco di prestigio o la parlantina (il discorso del mago) che lo crea.
È difficile dire chi abbia coniato per primo il termine, ma uno dei primi riferimenti appare negli scritti di un influente autore e illusionista, Nevil Maskelyne: "Consiste certamente nel fuorviare i sensi dello spettatore, al fine di schermare dall'individuazione di alcuni dettagli per i quali è richiesto il segreto". Più o meno nello stesso periodo, il mago, artista e autore Harlan Tarbell scrisse: "Quasi tutta l'arte del gioco di prestigio dipende da questa arte del depistaggio".
Henry Hay lo descrive come "una manipolazione di interesse".
I maghi distraggono l'attenzione del pubblico in due modi fondamentali. Uno porta il pubblico a distogliere lo sguardo per un momento fugace, in modo che non rilevi una mossa particolare. L'altro approccio inganna la percezione del pubblico, inducendolo a pensare che un fattore estraneo abbia molto a che fare con la realizzazione dell'impresa quando in realtà esso non ha alcun effetto. Dariel Fitzkee osserva che "La vera abilità del mago sta nell'abilità che egli esibisce nell'influenzare la mente degli spettatori". Inoltre, a volte un oggetto come una "bacchetta magica" aiuta nella misdirection.

## Uso
In The Encyclopedia of Magic and Magicians, TA Waters scrive che "Il depistaggio è la pietra d'angolo di quasi tutta la magia di successo; senza di esso è improbabile che anche il più abile gioco di prestigio o dispositivo meccanico crei un'illusione della vera magia". La misdirection sfrutta i limiti della mente umana per dare immagini e ricordi sbagliati. La mente di un  membro del pubblico può concentrarsi solo su una cosa alla volta. Il mago  usa ciò per manipolare le idee del pubblico, o percezioni di input sensoriali, portandolo a false conclusioni.
Il mago può dirigere l'attenzione del pubblico in vari modi. Nel libro The Secret Art of Magic  Eric Evans e Nowlin Craver affermano che la magia è direttamente correlata alla guerra e si basa sugli stessi principi. In particolare essi fanno riferimento a L'arte della guerra di Sun Tzu per mostrare come l'inganno sia essenziale per qualsiasi campagna di successo. Craver continua illustrando, attraverso le 36 strategie, come esse formino un modello per ogni metodo noto di depistaggio. Nella seconda guerra mondiale, l'intelligence militare britannica impiegò il mago di scena Jasper Maskelyne per aiutare a escogitare varie forme di diversivi come stratagemmi, inganni e camuffamenti.
Tra gli illusionisti  che hanno studiato e sviluppato tecniche di depistaggio troviamo Max Malini, John Ramsay, Tommy Wonder, Derren Brown, Juan Tamariz, Tony Slydini, e Dai Vernon.

## Definizioni
Nel suo libro del 1948, Principles and Deceptions, Arthur Buckley mette in dubbio l'accuratezza del termine. Da quel momento, i maghi hanno discusso sull'uso del termine misdirection, creando una grande dibattito su ciò che significhi e come funzioni. Buckley fece una distinzione tra misdirection e direction. Uno ha un'accezione negativa e l'altro positiva. Alla fine, identifica i due come la stessa cosa: "Se un artista in qualche modo ha spinto i pensieri del suo pubblico alla conclusione che egli abbia fatto qualcosa che non ha fatto, li ha indirizzati erroneamente verso questa convinzione, quindi li ha depistati".
Jacobus Maria Bemelman, meglio noto come Tommy Wonder, ha sottolineato che è molto più efficace, dal punto di vista del mago, concentrarsi sull'obiettivo positivo di dirigere l'attenzione del pubblico. Egli scrive che "la Misdirection implica una direzione 'sbagliata'. Ciò suggerisce che l'attenzione sia diretta lontano da qualcosa. Usando costantemente questo termine, alla fine esso diventa così radicato nella nostra mente che potremmo iniziare a percepire la misdirection come l'allontanamento dell'attenzione da qualcosa, piuttosto che come  lo spostamento della stessa verso qualcosa".
Nel suo tour di conferenze "Slydini Inspiration" negli Stati Uniti tra ottobre e novembre 2019, Bill Wisch, allievo di Tony Slydini, ha combinato le due definizioni del maestro in una più coerente. Bill spiegò che quando chiese a Slydini "Cos'è il depistaggio?", lui rispose "se ci credi, ci crederanno" e "la magia è qualcosa che non vedono". Definizione combinata di Bill: "Il depistaggio è vero quando credono in ciò che fai e poi ti seguono".